# Mezzaluna Rossa egiziana

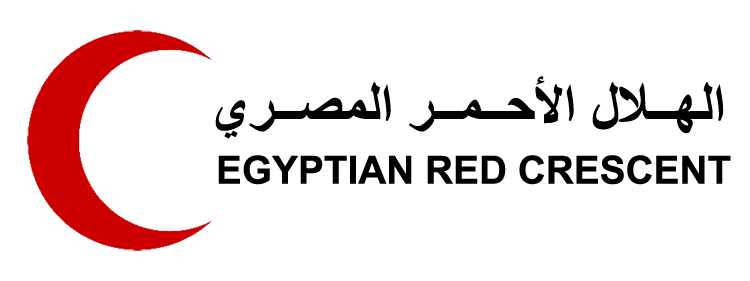
il simbolo della Mezzaluna Rossa

La Mezzaluna Rossa Egiziana è la società nazionale di Croce Rossa e Mezzaluna Rossa della Repubblica Araba d'Egitto, stato del Nordafrica appartenente all'area detta bacino del Mediterraneo.

## Denominazione ufficiale
- الهلال الأحمر المصري, in arabo, lingua ufficiale dello stato e dell'Associazione.
- Egyptian Red Crescent Society (ERC), in inglese, utilizzata per la corrispondenza internazionale e presso la Federazione.